# Séisme de 2017 à Ischia
Le Séisme de 2017 à Ischia est le tremblement de terre qui a frappé l'île d'Ischia, en Italie, le 21 août 2017. Magnitude de moment était de 4,2. Deux personnes ont été tuées dans le séisme.